# Графиня Маріца
«Маріца» або «Графиня Маріца» (нім. Gräfin Mariza, угор. Marica grófnő) — оперета угорського композитора Імре Кальмана, написана 1924 року.
Лібрето було написано Юліусом Браммером і Альфредом Грюнвальдом. Прем'єра відбулася 28 лютого 1924 року в Театрі Ан-дер-Вин у Відні. В січні 1925 року відбулася прем'єра російською мовою в Ленінграді.

## «Найбільш угорська» оперета
«Маріца» заслужено вважають «угорською» оперетою Кальмана: вона містить потужні сольні номери з національним колоритом, дуети, що «торкаються душі», запальні чардаші. Ця оперета має всі характерні типажі цього жанру. Тут є благородний герой і блискуча, примхлива героїня. В протилежність їм поставлені характерний герой і романтична дівчина-субретка. І закривають парад типажів солідна, навчена досвідом дама і літній граф з гумором. У багатьох сценах беруть участь діти та хор. Невід'ємною частиною оперети є національні танці.
Історія любові, і навіть не одна, яку розповідає Кальман, відкриває всю красу людських стосунків. Як і в багатьох попередніх і наступних оперетах, в основі сюжету лежить соціальна нерівність головних героїв, які хочуть, але вважають, що не можуть бути разом. Герої, пройшовши крізь недовіру, обман, недомовки, важкі пояснення, знаходять шлях до серця коханої людини і знаходять своє щастя поруч з дорогими людьми.
«Маріца» ставилася на різних сценах світу. Крім Австрії, вона не раз була поставлена на сценах Угорщини, де ця оперета користується особливою любов'ю. У Росії «Маріца» в різних інтерпретаціях та з різними перекладами ставиться з незмінним успіхом з початку 1920-х років. В цей же час оперета була перекладена англійською і йшла в Нью-Йорку і Лондоні.

## Діючі особи
| Маріца                         | Молода багата вдова, тільки що купила маєток                                          | Сопрано    |
| Тасілло                        | Молодий граф, недавно розорився, змушений служити керуючим в колишньому своєму маєтку | Тенор      |
| Ліза                           | Сестра Тасілло                                                                        | Сопрано    |
| Коломан (Калман) Зупан         | Барон з Вараждіна (Коложвара в угорської версії)                                      | Тенор      |
| Князь Моріц Драгомир Популеску | Один з шанувальників Мариці                                                           | Баритон    |
| Ман'я (Аза)                    | Циганка                                                                               | Сопрано    |
| Карл Штефан Лиенберг           | Один Тасілло                                                                          | Бас        |
| Божена                         | Тітка Тасілло і Лізи                                                                  | Контральто |
| Пенижек                        | Слуга Божени                                                                          |            |
| Чекко                          | Слуга в маєтку                                                                        |            |

## Сюжет

### Акт 1
У заміський маєток, який раніше належав графу Тасілло Ендрьоді-Віттембургу, приїжджає Карл Ліенберг. Тепер його друг керуючий власним маєтком. Батько Тасілло розорився, і тепер він змушений працювати, щоб його сестра змогла довчитися в школі, не знаючи нужди.
Графиня, яка купила його маєток, нарешті, вирішила його відвідати і приїжджає разом з великою групою гостей. Серед них виявляється Ліза, сестра Тасілло, яка нічого не знає про фінансові проблеми сім'ї. Тасілло просить її зберегти його таємницю. Ліза, уявляючи, що під цим криється романтична історія, з готовністю погоджується.
Маріца оголошує, що вона заручена з деяким бароном Зупаном, але тільки Ліза знає, що Маріца просто взяла з афіші перше-ліпше ім'я, бо їй набридли шанувальники. Ніколи не ясно, за чим вони полюють: за нею або за її посагом. Проте в маєток приїжджає справжній барон Зупан з гарячим бажанням одружитися. У виконуваному ним з Маріцою дуеті він пристрасно закликає графиню поїхати з ним на його батьківщину — в «прекрасний Коложвар» (на момент написання оперети, як і зараз — Клуж-Напока у румунській Трансільванії), «де всі ходять у червоному, білому і зеленому» (натяк на переважно угорське населення цієї румунської області). У загальноприйнятому російському лібрето Зупан кличе Маріцу в Вараздин — тоді в складі Югославії, нині — Хорватії, але до Першої світової війни також, як і Коложвар, ставився до «угорської корони». Маріца змушена представити «нареченого» гостям.
Під час вечірнього свята Тасілло згадує, що і він колись був прийнятий в цьому суспільстві. Однак зараз він залишається за межами свята. Він співає пісню разом з циганами. За цим його застає Маріца і висміює його. Тасілло грубить господині, за що і отримує розрахунок.
Драгомир пропонує Маріці залишити провінцію і поїхати в кабаре. Гучну вечірку перериває циганка Ман'я, яка пропонує поворожити молодій господині. Вона пророкує їй швидке щастя і велику любов. Маріца вважає, що їй треба залишитися в маєтку і розібратися в собі. Гості їдуть, збирається піти і Тасілло. Але графиня зупиняє його, пропонуючи спробувати попрацювати разом.
Через місяць гості, серед яких Драгомир Популеску, Ліза і Зупан, повернулися в маєток.
Зупан і Ліза відчувають одне до одного взаємну симпатію, але барон впевнений, що має бути закоханий у свою наречену. Тасілло і Маріца дуже зблизилися за цей місяць, але далі флірту вони не заходять — між керуючим і господинею це неприпустимо. Тасілло пише листа своєму другові, розповідаючи про життя в маєтку, і пояснюючи, що ніколи б не став працювати, якби не посаг. Зрозуміло, він мав на увазі посаг сестри.
Під час вечірки Маріца просить Тасілло супроводжувати дам. Між ними відбувається пояснення. Але Драгомир показує їй недописаний лист Тасілло, і Маріца вирішує, що вона жорстоко помилилася: її коханий — такий же мисливець за посагом.
При всіх гостях Маріца ображає Тасілло, кидаючи йому в обличчя гроші. І тут Ліза не витримує — вона розуміє, що сталося, і розкриває, що Тасілло її брат. Тасілло і Ліза йдуть.
Зранку між Лізою і Зупаном відбувається пояснення, він зізнається їй у коханні, відмовляючись одружитися з Маріцою. Вона з гумором приймає таку відмову. Коли Тасілло приходить до Маріци, вона пропонує йому прочитати рекомендацію, яка виявляється зізнанням у коханні. Закохані пари радіють своєму щастю.

## Екранізації
- Gräfin Mariza (1932)
- Маріца (1958)
- Gräfin Mariza (1974)
- Маріца (1985)